# Medicinale equivalente
Un medicinale equivalente (anche detto generico, dall'inglese generic drug) è un medicinale che, in seguito a studi clinici appositi, si dimostra bioequivalente rispetto a un altro medicinale. Medicinali equivalenti di prodotti di cui è venuta meno la copertura brevettuale sono presenti sui principali mercati farmaceutici mondiali (Stati Uniti, Europa, ecc.), con lo scopo di ridurre la spesa farmaceutica.

## Legislazione

### Stati Uniti
Negli Stati Uniti i medicinali equivalenti, in seguito al "Drug Price Competition and Patent Term Restoration Act" del 1984, possono richiedere l'autorizzazione all'immissione in commercio presso la FDA tramite un iter semplificato (ANDA, Abbreviated New Drug Applications) rispetto ai farmaci completamente nuovi. Tale procedura consente al produttore di evitare di ripetere gli studi di efficacia e sicurezza, caratteristiche già dimostrate per il farmaco originatore. Dovranno però essere effettuati appositi studi di bioequivalenza volti a determinare l'assenza di una differenza significativa rispetto al farmaco di riferimento.

### Europa
In Europa (e quindi anche in Italia), così come negli Stati Uniti, è disponibile una procedura semplificata per l'immissione in commercio dei medicinali generici che consente di non ripetere le prove cliniche e le sperimentazioni cliniche a patto che sia dimostrata la bioequivalenza del generico rispetto al farmaco di riferimento.
Gli studi di bioequivalenza sono obbligatori solo per i medicinali che vengono assorbiti dall'organismo prima di essere rilasciati nel flusso ematico, ad esempio i farmaci assunti per via orale. I farmaci generici immessi direttamente nel flusso ematico, come quelli somministrati direttamente in vena per iniezione o infusione (fleboclisi), non richiedono studi di bioequivalenza rispetto al medicinale di riferimento.

#### Italia
In Italia il concetto di medicinale "generico" o "equivalente" rispetto a un originatore con brevetto scaduto è stato introdotto nel 1995. Il termine inizialmente proposto di "medicinale generico" è stato successivamente sostituito con la formula "medicinale equivalente" in quanto il termine "generico" poteva indurre nella popolazione l'idea che si trattasse di specialità meno efficaci o ad azione non specifica. Il cambio di nome è avvenuto nel 2005.
In Italia, il farmaco generico viene definito per la prima volta nell'art. 1, comma 3 del decreto-legge n. 323 del 20/6/1996, convertito dalla legge n. 425/1996, che ha sostituito il comma 130 dell'art. 3 della legge n. 549/1955 e che recita:
(decreto-legge n. 323/1996, art. 1, comma 3)
È richiesto che vi sia lo stesso dosaggio di principio attivo e via di somministrazione, indicazioni terapeutiche, con una differenza di prezzo minima del 20%. Se sono obbligatori studi di bio-equivalenza, la norma non definisce un criterio tecnico per stabilire l'equivalenza quali-quantitativa del farmaco (come: molecola di struttura del principio attivo sovrapponible al microscopio e non distinguibile), né prende in considerazione gli eccipienti, non sempre trascurabili e secondari al principio attivo, poiché gli eccipienti in taluni farmaci hanno effetti sinergici col principio attivo, oppure moderatori dei suoi effetti collaterali, impattando sulla sua efficacia terapeutica complessiva.
È noto che gli enantiomeri di una sostanza (integratore o farmaco) presentano la stessa formula chimica, ma una geometria molecolare che determina proprietà sostanzialmente differenti. Il criterio della sovrapponiblità al microscopio, non recepito nella norma, muoveva in questo senso.
Vige nel diritto dell'Unione Europea il principio dell'Home Country Control che comporta il riconoscimento degli studi di bioequivalenza condotti negli altri Paesi dell'Unione: se le autorità sanitarie di un Paese hanno riconosciuto un farmaco generico come bio-equivalente, in linea teorica anche gli altri Stati membri sono tenuti ad autorizzarlo, eccetto che abbiano altri studi che negano la bioequivalenza.
Farmaci con lo stesso principio attivo (formula bruta), dose di principio attivo e modalità di somministrazione, possono comunque avere diverse proprietà ADME (assorbimento, distribuzione, metabolismo ed escrezione) ed efficacia terapeutica, tali da rendere sostenibile una maggiorazione di prezzo (premium price) per la migliore qualità, anche dopo la scadenza del brevetto. Gli studi di bioequivalenza hanno lo scopo di verificare queste proprietà.
In Italia il prezzo al pubblico dei medicinali generici, per legge è stabilito in almeno il 20% in meno (spesso molto di più) rispetto al medicinale di riferimento. Per i medicinali in classe A il prezzo è contrattato direttamente con l'Agenzia Italiana del Farmaco (AIFA), che, negli ultimi anni, ha proposto prezzi sempre più bassi rispetto al previsto. Dal 2007 in poi, i medicinali generici hanno ottenuto spesso un prezzo pari al 50% rispetto al medicinale di marca corrispondente.I medicinali di Classe C (cioè a pagamento) hanno un prezzo stabilito liberamente dall'azienda, purché sia, appunto, almeno del 20% più basso rispetto all'originale.
Dal 1º settembre 2001, in Italia, si può sostituire, tranne che in casi particolari, la prescrizione di una specialità medicinale con un suo equivalente medicinale generico, se disponibile.Il Sistema Sanitario Nazionale, attraverso le Regioni, paga lo stesso prezzo sia per i generici, sia per le copie, sia per gli originali. L'eventuale differenza di costo è a carico del paziente.

## Produzione
Oggi, provengono dall'India l'80% dei farmaci dei programmi internazionali di accesso alle terapie anti-AIDS in 115 Paesi a basso e medio reddito. Provengono dall'India anche l'80% dei farmaci che le organizzazioni mediche e umanitarie come MSF utilizzano nei Paesi di loro intervento.

## Tipologia
Sono in commercio generici di quasi tutte le forme farmaceutiche: fiale, sciroppi, compresse, bustine e altro. Esistono generici di molte classi di farmaci, tra cui cardiologici, antinfiammatori, antibiotici e antidolorifici.

## Costi
I farmaci equivalenti sono solitamente venduti a prezzi significativamente più bassi rispetto al farmaco originario (comunemente definito come farmaco "di marca"). Ci sono ovviamente una serie di motivi che giustificano questa differenza.
Il primo, e più ovvio, è che le aziende produttrici di farmaci equivalenti debbono sostenere costi decisamente inferiori per la fabbricazione di tali farmaci. Sostanzialmente il costo del farmaco equivale con il solo costo per la produzione. Il costo dell'intero processo di sviluppo e sperimentazione è infatti già stato sostenuto dall'azienda che aveva prodotto il farmaco originario. Questo significa anche che i produttori di farmaci equivalenti non sostengono alcun costo per la scoperta di nuovi farmaci, e che quindi non apportano capitali alla ricerca scientifica.
I produttori di farmaci equivalenti, inoltre, non debbono sopportare i costi connessi alla necessità di dimostrare la sicurezza e l'efficacia dei loro farmaci (come richiesto dagli specifici regolamenti delle diverse autorità di regolamentazione, Food and Drug Administration, European Medicines Agency, ecc.) attraverso studi clinici commissionati a istituti scientifici, dal momento che questi studi sono già stati condotti dal produttore del farmaco originario. Debbono però sostenere i costi degli studi di bioequivalenza.

Secondo alcuni studi il costo medio sostenuto da un'azienda farmaceutica per scoprire e sviluppare un nuovo farmaco innovativo può raggiungere gli 800 milioni di dollari.
Molti autori hanno messo in dubbio questi costi e citando l'autore di libri Carl Sagan hanno sottolineato che "affermazioni straordinarie richiedono prove straordinarie".
Merril Goozner stima che il costo reale sia più vicino a 100-200 milioni di dollari.
I produttori di farmaci equivalenti inoltre non hanno grandi spese di promozione della loro molecola. Anche in questo caso essi ricevono un evidente beneficio dalle attività di promozione e marketing messe in atto dall'azienda produttrice del farmaco originatore, e dall'attività di propaganda e conoscenza messa in atto dagli informatori scientifici del farmaco di marca, nonché dalla precedente distribuzione di campioni gratuiti.
Poiché i farmaci in listino ai produttori di farmaci equivalenti sono già presenti sul mercato da anni, sono ben noti ai pazienti, medici e altri operatori sanitari, anche se spesso con il loro nome commerciale.
Nel periodo di tempo in cui vige un brevetto per un farmaco, l'azienda che lo produce gode di un periodo di sostanziale monopolio. Durante questa fase la società farmaceutica produttrice fissa il prezzo del proprio farmaco a un livello che massimizza la redditività. Il risultato è che assai spesso gli utili superano di gran lunga i costi di sviluppo e di produzione del farmaco.

Allo scadere del brevetto, con l'introduzione del farmaco equivalente, arriva anche il vantaggio per il consumatore (o nel caso di sistemi sanitari nazionali, per lo Stato), ulteriormente stimolato dalla concorrenza fra i diversi produttori di farmaci equivalenti, e tra farmaco equivalente e farmaci di marca con indicazioni terapeutiche simili.

## La bioequivalenza
Secondo la legislazione europea due medicinali sono bioequivalenti se le loro biodisponibilità, in seguito a somministrazione della stessa dose, sono simili a un livello tale che i loro effetti, riferiti a efficacia e sicurezza, siano i medesimi. In particolare è necessario che l'intervallo di confidenza al 90% del rapporto tra AUC e la Cmax dei due preparati sia compreso tra 0,8 e 1,25.
Il medicinale generico per definizione non può mai essere perfettamente uguale al medicinale originatore. Solo due farmaci che siano stati prodotti dallo stesso impianto di produzione, abbiano identica composizione in principi attivi ed eccipienti, siano sottoposti alla stesso processo tecnologico di lavorazione possono essere perfettamente uguali. Pertanto anche lotti differenti dello stesso farmaco di "marca" o farmaci di marca prodotti in stabilimenti diversi non sono mai perfettamente uguali.
Le formulazioni parenterali sono esentate dagli studi di bioequivalenza in quanto la biodisponibilità di una forma parenterale è, per definizione, immediata e completa.
I farmaci generici non vanno confusi con i farmaci biosimilari che non sono copie di farmaci biologici originatori, sviluppati per essere simili ma non identici in termini di qualità, efficacia e sicurezza.

### Studi di bioequivalenza
Sebbene la definizione di bioequivalenza sia riconosciuta a livello internazionale fin dai primi anni novanta, gli studi da eseguire per verificarla non sono stati ancora oggetto di armonizzazione. Esistono pertanto differenze normative tra i diversi mercati farmaceutici (Stati Uniti, l'Unione Europea, Giappone, Canada, Sud Africa, ecc). Ad esempio l'Unione europea richiede parametri più stringenti (90-111%) per quanto concerne i farmaci con basso indice terapeutico, dove la decisione su quali farmaci siano da considerarsi critici è affidata al Comitato per i prodotti medicinali per uso umano (CHMP) dell'EMA.
Per calcolare AUC e Cmax di originator e generico sono necessari appositi studi clinici detti studi clinici di bioequivalenza.
Dopo aver selezionato la popolazione secondo opportune regole di inclusione/esclusione del campione, si procede dividendo i soggetti partecipanti allo studio in due gruppi, al primo gruppo verrà somministrato per primo il prodotto di riferimento (R) e al secondo il prodotto da testare (T) per bioequivalenza. In seguito alla somministrazione vengono registrate per ogni paziente le relative concentrazioni di farmaco (es. per una formulazione orale la concentrazione plasmatica). Dopo un periodo detto di "wash-out", pari a diverse volte l'emivita del farmaco, tipicamente qualche giorno o settimana i gruppi sono invertiti e chi precedentemente aveva assunto il prodotto T ora assumerà R e viceversa. Questa procedura di inversione dei gruppi (detta "crossover") consente di limitare la significativa variabilità individuale (resta comunque una componente minore di variabilità nella risposta dovuta ai tempi diversi in cui vengono assunti i due farmaci).
Al termine dello studio viene eseguita un'analisi statistica dei dati raccolti e si verifica se è presente o meno bioequivalenza tra le due formulazioni.
Da alcuni autori è stato obiettato che bioequivalenza non significa necessariamente e sempre identica efficacia terapeutica. Tuttavia la maggior parte degli studiosi ritiene che in presenza di bioequivalenza sia alquanto improbabile che due medicinali producano differenze rilevanti in termini di efficacia e di sicurezza.
Viene anzi obiettato che l'intervallo di bioequivalenza potrebbe talvolta rivelarsi troppo stretto e portare alla esclusione della equivalenza terapeutica tra due prodotti quando, nella realtà e in ambito clinico, potrebbero risultare comunque bioequivalenti poiché le differenze di biodisponibilità oltre l'intervallo di
bioequivalenza convenzionalmente scelto potrebbero non essere clinicamente rilevanti.
Nonostante i limiti normativi (sia negli Stati Uniti sia in Europa) per AUC e Cmax siano di 0,8-1,25, in pratica i risultati ottenuti sono molto migliori: in una metaanalisi su oltre 2.000 studi di bioequivalenza per un periodo di 12 anni è risultato che tali rapporti sono rispettivamente pari a 1,00 ± 0,06 per la Cmax e 1,00 ± 0,04 per l'AUC. Inoltre in quasi il 98% dei casi analizzati i prodotti generici differivano rispetto all'originatore per meno del 10%.

## Pro e contro
Secondo molti studi la sostituzione di un farmaco originale "di marca" con un medicinale equivalente avviene più spesso nel periodo immediatamente successivo alla scadenza di un brevetto e più spesso coinvolge i pazienti più anziani, cronici, e perciò più esperti nell'uso del farmaco.

Il ruolo dei farmacisti nel caldeggiare il passaggio al farmaco equivalente sembra essere particolarmente rilevante e centrale nel processo di informazione rivolto al paziente.

### Pro
- I medicinali equivalenti sono sempre meno costosi rispetto al medicinale di cui è scaduto il brevetto: come minimo il 20% ma spesso si raggiungono percentuali decisamente maggiori. Ciò si traduce in un marcato risparmio per i sistemi sanitari nazionali o le assicurazioni chiamate al rimborso. Il vantaggio per il singolo paziente è spesso più lieve.[23][24][25][26]
- La prescrizione di un medicinale equivalente è stata associata a un miglioramento (sia pure modesto) di aderenza alla terapia, specialmente se il paziente ne ottiene direttamente un risparmio.[27]
- Una insistenza da parte del medico prescrittore nell'indicare in ricetta un farmaco "di marca" sembra essere correlata a una minore compliance (aderenza) alla terapia.[28]
- I pazienti sono in genere soddisfatti del farmaco equivalente, anche se una piccola parte (10%) ritiene che l'effetto del medicinale equivalente sia "meno forte" rispetto al farmaco di marca.[29]
- In alcuni Paesi la maggioranza dei medici di base (medici di famiglia, "general practitioner") ritiene che i medicinali equivalenti siano efficaci quanto il farmaco di marca.[30][31]

### Contro
- I pazienti anziani, in particolare, utilizzano parametri quali il colore o la forma per identificare i medicinali che debbono assumere. Una modifica di queste caratteristiche, dovuta all'adozione di un medicinale equivalente, potrebbe risultare pericolosa e determinare un aumento degli errori di assunzione.[32] Alcuni pazienti riferiscono grande preoccupazione quando viene modificata la loro terapia e i medicinali cambiano aspetto, imballaggio, ed etichettatura.[33]
- In alcune realtà i medici di base (medici di famiglia, "general practitioner") ritengono che gli equivalenti non siano altrettanto efficaci del farmaco di marca e che l'aggravio di lavoro che viene loro richiesto non sia giustificato.[34]
- In alcuni Paesi i farmacisti ritengono che l'aggravio di lavoro a loro richiesto per la sostituzione dei farmaci bioequivalenti sia eccessivo e ingiustificato.[35]
- Un certo numero, sia pure limitato, di farmaci presenta una stretta finestra terapeutica. Per questi farmaci la sostituzione con un farmaco bioequivalente dovrebbe essere affrontata con cautela.[18][36][37]